# 元乃隅神社
元乃隅神社是位於日本山口縣長門市油谷津黃的神社，神社的正面為面對日本海的斷崖，其下方的海蝕洞在波浪拍打時，空氣會連同海水一同被往上噴出，因此被稱為「龍宮的潮吹」；而神社前有123座紅色的鳥居，全長超過100公尺，一路延伸至「龍宮的潮吹」。
在神社前方的鳥居上方離地約6公尺高的地方設有奉獻箱，號稱是全日本最高的奉獻箱，神社的傳說是只要能成功的將香油錢投入該奉獻箱就可實現願望。
神社過去原本名為元乃隅稻成神社，由於2010年代起吸引大量外國觀光客到此，原本的過長的名稱常造成外國人認讀上的困擾，故在2019年1月起將名稱刪去「稻成」兩字，改為現名。

## 歷史
依據長門市觀光協會的資料，元乃隅神社是1955年一位當地漁船經營者－岡村夢到白狐告訴他請在此地祭祀祂，因此從位於島根縣津和野町的太皷谷稻成神社分靈，在此建立了元乃隅稻成神社，祭祀稻荷神。
最初的鳥居原本只有一座，自1987年起，花了10年的時間以來自各地的捐獻在神社前方建了123座紅色的鳥居；2016年因原本的木製鳥居逐漸老朽而重新更換。
初期原本每年前來參拜的旅客人數約只有1千人，隨著知名度的增加，在2014年全年來參觀的旅客已達3萬人次；而在2015年3月美國有线电视新闻网發表了「日本的31個最美麗的地方」，元乃隅神社由於被列入其中 ，更開始吸引大量外國觀光客到此拜訪，在2015年全年就有7萬5千人次到此參觀，2017年更達到108萬人次。
隨著前來參拜的外國人大量增加，神社業主發現原有名稱發音過長，常造成外國人認讀上的困擾，因此在2019年1月更名為元乃隅神社。

## 景觀

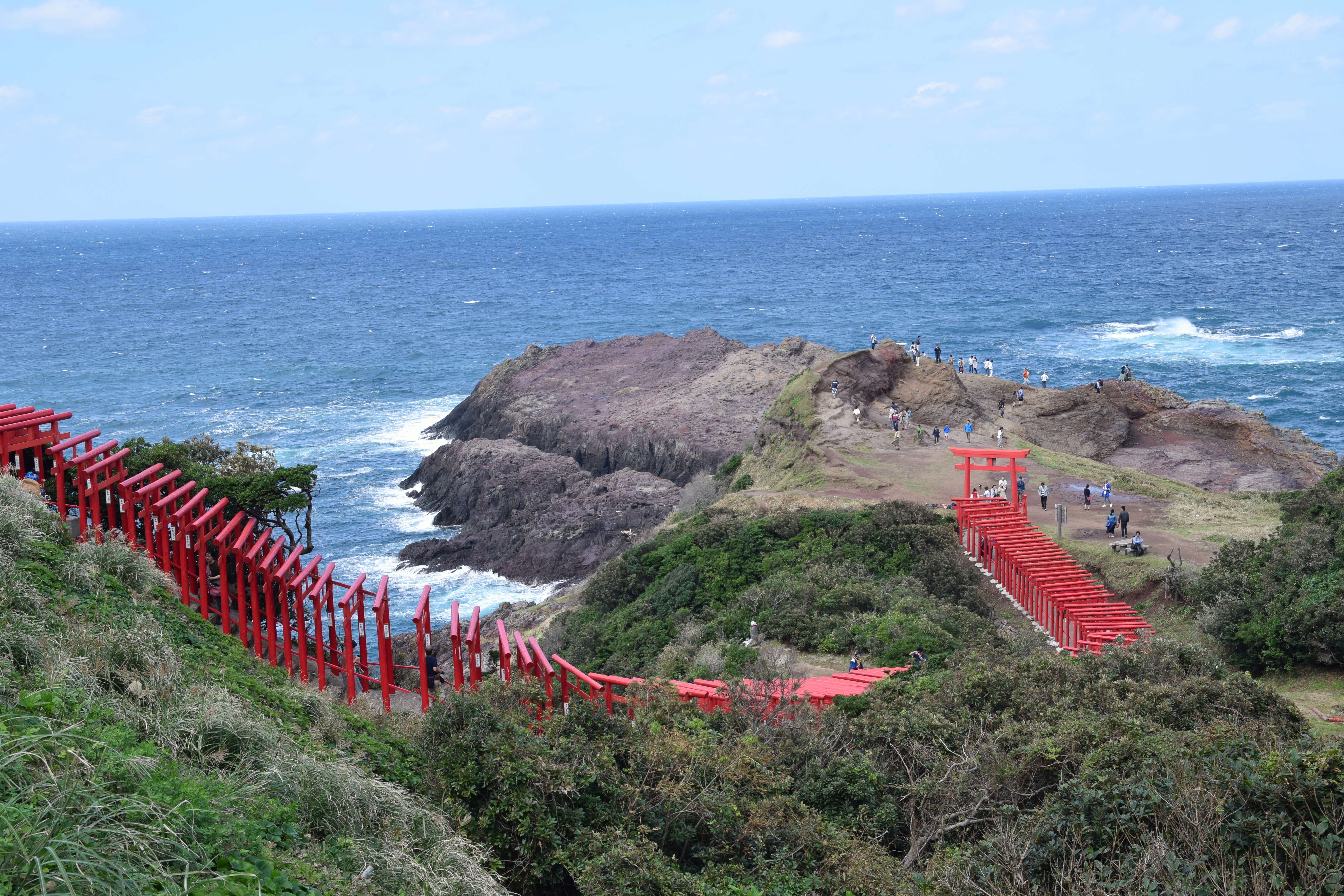
從停車場看到的鳥居及「龍宮的潮吹」
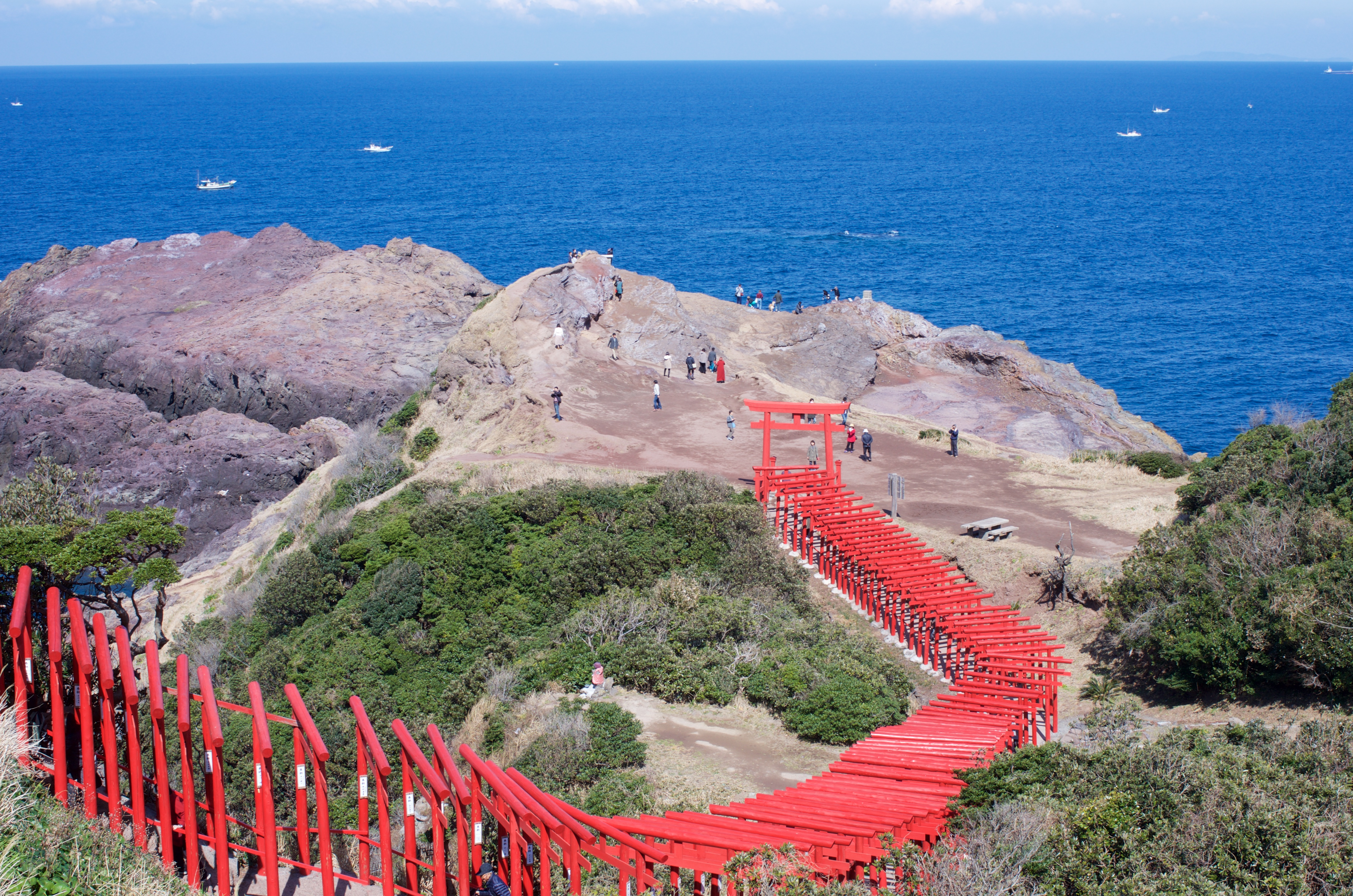
從神社前看到的鳥居及景色

## 註記
1. ↑  假名發音為：Motonosumiinarijinja
2. ↑  英文：Japan's 31 most beautiful places
3. ↑  依據掌控全日本約8萬座神社的神社本廳作法，日本的神社除了過去在二次大戰後的混亂時期外，原則上是沒有更改名字的；但因為元乃隅稻成神社實際上是岡村家族自行建立的私人財產，也不是宗教法人，因此可以自行決定更名。

## 脚注
1. 1 2 3 4  . 日本長門旅遊指南. 長門市觀光會議協會.   [2019-03-03]. （原始内容存档于2020-11-01） （日语）.
2. ↑  . 山口県の旅行・観光情報 おいでませ山口へ. 山口縣觀光聯盟.   [2019-03-03]. （原始内容存档于2020-12-15） （日语）.
3. 1 2 3  . 產經新聞. 2016-06-10  [2019-03-03]. （原始内容存档于2018-12-26） （日语）.
4. ↑  . CNN Travel. CNN.   [2019-03-03] （英语）.
5. ↑  . 時事通信社. 2018-11-05  [2019-03-03]. （原始内容存档于2018-11-05） （日语）.

## 外部連結
- 元乃隅神社 （页面存档备份，存于） - 長門市觀光會議協會
- 元乃隅神社 （页面存档备份，存于） - 山口縣観光聯盟